# مايك كيهو
مايك كيهو (بالإنجليزية: Mike Kehoe)‏ هو سياسي أمريكي، ولد في 17 يناير 1962 في سانت لويس في الولايات المتحدة. حزبياً، نشط في الحزب الجمهوري. وقد انتخب عضو مجلس ولاية ميزوري.